# Zetsuen no Tempest
Zetsuen no Tempest (яп. 絶園のテンペスト дзэцуэн но тэмпэсуто) — манга Кё Сиродайры, выходившая с 2009 по 2013 год. В 2012 году вышла аниме-адаптация манги.

## Сюжет
Сестра главного героя, Махиро Фувы, была убита неизвестным. Так как полиция не смогла обнаружить следов убийцы, юноша поставил своей целью найти и покарать преступника самостоятельно. Позднее он познакомился с сильнейшей волшебницей современности, Хакадзэ Кусарибэ, преданной своими последователями и заточенной на необитаемом острове. Он заключил с ней контракт, по которому он поможет Хакадзэ, а девушка поможет ему отыскать убийцу. Узнав о целях Махиро, к нему присоединяется и его друг, Ёсино Такигава, который втайне от друга встречался с его сестрой. Сюжет повествует об их приключениях.

## Персонажи

### Основные персонажи
Ёсино Такигава (яп. 滝川 吉野 Такигава Ёсино) — один из главных героев истории. Очень спокойный и равнодушный. За год до главных событий, он тайно от Махиро встречался с Айкой. Её смерть оказалась для него страшным ударом, но он тщательно скрывал свои чувства, чтобы никто ни о чём не догадался. После того, как жители родного города обратились в железо, он отправился вместе с Фувой Махиро спасать принцессу клана Кусарибэ от заточения. Позже выясняется, что главная причина его решения помочь Махиро спасти мир, не ради того, чтобы отомстить убийце своей девушки, а для того, чтобы выполнить её волю: не допустить трагедии в конце их истории.
Сэйю: Коки Утияма
Махиро Фува (яп. 不破 真広 Фува Махиро) — один из главных героев, родом из богатой семьи, отправился уничтожить убийцу Айки. В отличие от Ёсино, который подавил в себе чувства, Махиро преисполнен гневом и жаждой мести. Из-за этого в трудных ситуациях не может трезво мыслить. Очень грубый и не имел друзей, пока не сблизился с Ёсино, ранее его пытался убить один из бывших подчинённых отца Махиро. На самом деле был влюблён в Айку, не как сводный брат, коим является. Ещё в начале железной эпидемии спас пятнадцатилетнюю девушку (внешне очень похожую на Айку) и когда всё закончилось, он решил встречаться с ней.
Сэйю: Тосиюки Тоёнага
Хакадзэ Кусарибэ (яп. 鎖部 葉風 Кусарибэ Хакадзэ) — одна из главных героинь истории. Глава клана Кусарибэ, сильнейший маг Древа Начала. Из-за интриг внутри клана оказалась на необитаемом острове, где не могла колдовать. Всё же смогла связаться с Махиро, который подобрал на побережье волшебную куклу, отправленную Хакадзэ морем в бутылке. Позже выяснилось, что Хакадзэ находилась во временной ловушке, в настоящем времени она уже умерла, а её скелет хранился у клана Кусарибэ, единственной её связью с настоящим временем была волшебная кукла. Однако по воле Древа Начала, которому Хакадзэ служила, на остров упала целая ядерная боеголовка, которую девушка использовала, чтобы выбраться из временной ловушки и попала на два года вперёд. Позже стала сопровождать Ёсино, и влюбилась в него, однако долгое время боролась со своими чувствами. Винила себя в смерти Айки, так как думала, что Древо Начала убила её ради неё, чтобы помочь ей выбраться из ловушки. Узнав о том, что её возлюбленный Ёсино встречался с сестрой Махиро, её вера в своего Бога, Древо Начала, окончательно рушится и волшебница обращается против Бога. Ситуация ещё больше усугубилась из-за того, что Хакадзэ, переместившись во времени, рассказала о будущем Айке и та покончила с собой. Но ни Махиро, ни Ёсино ни в чём её не обвиняли. Участвовала в постановке, в которой Ханэмура, облачённый в броню, уничтожал выросшие по всему миру ветви Древа Начала, после чего её прозвали «Танцующей принцессой». После уничтожения двух деревьев, как и все Кусарибэ потеряла магию и через некоторое время покинула деревню клана, переехав в город к Ёсино.
Сэйю: Миюки Савасиро
Айка Фува (яп. 不破 愛花 Фува Айка) — сестра Махиро и возлюбленная Ёсино. Фигурирует только в воспоминаниях главных героев. Была очень необычной девушкой, любила цитировать стихи Гамлета, а также выражала свой гнев устрашающими речами. Трудно понять какие именно чувства она испытывала к своему сводному брату Махиро и к Ёсино, но очень сильно дорожила обоими, так как они были единственными, кто когда-либо любил её и защищал. При перемещении в прошлое, Хакадзэ узнала от самой Айки, что та является истинным Магом Исхода и о настоящей причине существовании двух деревьев. В свою очередь, Айка узнав от Хакадзэ о будущем, разгадывает тайну своей смерти: «Фува Айка убила Фуву Айку» и пришла в результате к этому страшному решению. Хакадзэ пыталась остановить её, но проиграла в битве. Оставила Ёсино и Махиро два сообщения, прося их не горевать о её смерти и прожить счастливой жизнью, поблагодарив их за всё.
Сэйю: Кана Ханадзава

### Второстепенные персонажи
Самон Кусарибэ (яп. 鎖部 左門 Кусарибэ Самон) — глава клана Кусарибэ и младший брат Хакадзэ. Изначально планировал пробудить Древо Исхода, чтобы уничтожить Древо Начала, однако главным его препятствием стала Хакадзэ, которая была гораздо сильнее его. Так он обманом заточил её в бочке и отправил на необитаемый остров. Позже, после спасения Махиро и Ёсино Хакадзэ из временной ловушки, переходит на их сторону. Предполагал, что Ёсино является Магом Исхода, и даже после появления Ханэмуры, продолжал подозревать Такигаву.
Сэйю: Рикия Кояма
Нацумура Кусарибэ (яп. 鎖部 夏村 Кусарибэ Нацумура) — правая рука Самона, является лучшим бойцом клана Кусарибэ. Совершенно владеет копьём, практически никому в сражениях не проигрывал.
Сэйю: Дзюнъити Сувабэ
Тэцума Кусарибэ (яп. 鎖部 哲馬 Кусарибэ Тэцума) — также один из клана Кусарибэ, хороший маг и является подчинённым и телохранителем Самона. Имеет татуировку в виде стрелы на лице.
Сэйю: Хироюки Ёсино
Евангелина Ямамото (яп. エヴァンジェリン 山本 Эвандзэрин Ямамото) — женщина, которая ведёт расследование связи Махиро и Хакадзэ. Найдя Ёсино, пытается выяснить местоположение его друга, но потом заключает с Ёсино сделку о сотрудничестве. В начале истории, она единственная кто знает о том, что именно Айка была девушкой Ёсино.
Сэйю: Нана Мидзуки
Такуми Хаякава (яп. 早河 巧 Хаякава Такуми) — высокопоставленный чиновник, который обладает знаниями о магии, благодаря тому, что его предок был связан с кланом Кусарибэ. Назначен расследовать дело о проблеме связанной с Древом Исхода. По усугублению ситуации, начинает работать вместе с Самоном, дабы предотвратить угрозу для населения.
Сэйю: Синтаро Асанума
Мэгуму Ханэмура (яп. 羽村 めぐむ Ханэмура Мэгуму) — неразговорчивый, боязливый, с почти всегда унылым выражением лица. Случайно сталкивается с Ёсиро и Хакадзэ на станции, вследствие чего становится известно, что именно он является Магом Исхода. Пробуждение своей силы заметил не так давно, примерно год назад. Являлся подозреваемым в смерти сестры Махиро — Айки.
Сэйю: Юки Кадзи
Дзюнъитиро Хосимура (яп. 星村 潤一郎 Хосимура Дзюнъитиро:) — член клана Кусарибэ, который покинул его для того, что бы избежать постоянных разборок, разногласий и битв, потому что не любит всего этого. Проницательный, добрый и внимательный, Дзюнъитиро — единственный кому Хакадзэ может полностью доверять, потому оставила ему очень мощный талисман. Не маг, но очень силён и настоящий профи в использовании магических амулетов. Его магические способности сфокусированы на отклонении атак противника, бросая их в землю (аналогично с броском в Дзюдо). Первая любовь Хакадзэ, хотя он всегда относился к ней как к младшей сестре.
Сэйю: Хирофуми Нодзима
Мимори Хаяси (яп. 林 美森 Хаяси Мимори) — новая девушка Махиро, про которую становится известно в последней главе манги.

## Музыка
Открывающая тема
- Nothing’s Carved in Stone — Spirit Inspiration (Эпизод 1 — Эпизод 12).
- Kylee (яп. カイリー) — Daisuki nano ni (яп. 大好きなのに) (Эпизод 14 — Эпизод 23).

Завершающая тема
- Ханадзава Кана — Happy Endings (Эпизод 2 — Эпизод 11).
- Сако Томохиса — Bokutachi no Uta (яп. 僕たちの歌) (Эпизод 13 — Эпизод 24).